# Bernard Edwards
Bernard Edwards (Greenville, Carolina del Norte, Estados Unidos, 31 de octubre de 1952-Tokio, Japón, 18 de abril de 1996) fue un bajista, cantante, compositor y productor musical estadounidense, conocido por haber sido cofundador del grupo Chic junto a Nile Rodgers (1952) y de otros numerosos proyectos musicales.

## Biografía
Nacido en Greenville, una localidad de Carolina del Norte, Bernard Edwards creció en Nueva York, donde su familia se había trasladado por motivos de trabajo y donde, a principios de la década de los 70 conoció al guitarrista Nile Rodgers. Con la ayuda del batería Tony Thompson, ambos formaron en 1972 un grupo llamado "Big Apple Band", que, con la llegada de la vocalista Norma Jean Wright en 1976 cambió su nombre al de Chic. 
La banda, que había sido concebida originalmente como un vehículo para las canciones de Edwards y Rogers, se mantuvo en activo hasta 1983, y se convirtió en uno de los buques insignia de la música disco del momento, con éxitos como "Dance, Dance, Dance", "Everybody Dance", "I Want Your Love" y los superhits "Le Freak" y "Good Times", cuya línea de bajo sería posteriormente sampleada hasta la saciedad. Durante ese periodo de actividad, la pareja creativa Edwards/Rogers no trabajó sólo para la banda, sino que compuso una serie de éxitos para otros artistas establecidos como Diana Ross, Sister Sledge, Johnny Mathis, Debbie Harry o Fonzi Thornton. 
Tras la disolución de Chic en 1983, Edwards editó el único disco en solitario de su carrera y formó el supergrupo The Power Station, con el antiguo baterista de Chic Tony Thompson y dos miembros de Duran Duran, John Taylor y Andy Taylor junto al vocalista Robert Palmer, un artista para el que Edwards produciría su siguiente disco, "Riptide". Durante el resto de la década Edwards continuaría produciendo discos para artistas tan conocidos como Diana Ross, Rod Stewart, Air Supply, ABC o Duran Duran. 
A principios de la década de los 90, Edwards se uniría nuevamente a su antiguo colega Nile Rodgers para editar un nuevo álbum de Chic, que vería la luz en 1992 bajo el título de "Chic-Ism". En 1996, tras un concierto con la banda en el Budokan de Tokio, Edwards falleció en su hotel por un ataque repentino de neumonía.

## Valoración
Bernard Edwards es considerado en la historiografía al uso y por la prensa especializada como uno de los músicos más influyentes en la historia del bajo eléctrico. A pesar de que su nombre sea relativamente desconocido entre el gran público, sus contribuciones con el instrumento han trascendido el nivel meramente musical y forman ya parte de nuestra memoria colectiva, inspirando clásicos como "Another one bite the dust" de Queen o "Rappers delight", de Sugarhill Gang. Partiendo de maestros como James Jamerson, Jerry Jemmot, Larry Graham o Louis Johnson, y basándose en el sonido de bandas como The Brothers Johnson y Rufus, Edwards elevó el rol del bajo eléctrico creando líneas clásicas, perfectamente articuladas, y de una profunda musicalidad que, junto a las guitarras funky de Rodgers definían perfectamente el estilo de Chic y de toda una época. 
Como compositor es responsable de algunas de los más importantes e influyentes temas disco entre los años 1970s, 1980s y 1990s, hasta el punto de que en 2005 fue incluido en el Dance Music Hall of Fame en una ceremonia que tuvo lugar en la ciudad de Nueva York.

## Técnica y Equipo
Inicialmente guitarrista, Edwards empleaba una particular técnica de pulsación que le otorgaba su característico sonido: en lugar de usar alternativamente los dedos índice y medio de la mano derecha como requiere la técnica estándar, Edwards usaba el pulgar y el índice unidos como si estuviese empleando una púa, para pulsar la cuerda con la parte superior e inferior del dedo índice alternativamente.
A lo largo de su carrera, Bernard Edwards ha usado un gran número instrumentos, pero su figura normalmente viene asociada a la del Music Man StingRay y a la del Fender Precision y Jazz Bass. En los primeros tiempos de Chic empleó un ejemplar Eagle fabricado por B.C. Rich, mientras que a finales de su carrera usaba normalmente bajos G&L, Spector y Sadowsky.

## Discografía seleccionada

### En solitario
- Glad To Be Here (1983)

### Con Chic
- Chic (album)|Chic (1977)
- C'est Chic (1978)
- Risqué (1979)
- Real People (1980)
- Take It Off (1981)
- Tongue in Chic (1982)
- Believer (1983)
- Dance, Dance, Dance: The Best of Chic (1991)
- Chic-Ism (1992)
- The Best of Chic, Volume 2 (1992)
- Live at the Budokan (1999)
- "Everybody Dance"

### Como productor
- Norma Jean, Norma Jean Wright (1978)
- We Are Family, Sister Sledge (1979)
- King of the World, Sheila and B. Devotion (1980)
- Love Somebody Today, Sister Sledge (1980)
- Diana, Diana Ross (1980)
- I Love My Lady, Johnny Mathis (1981)
- Koo Koo, Debbie Harry (1981)
- unknown title, Fonzi Thornton (1982) (Unreleased)
- Swept Away, Diana Ross (1984)
- The Power Station, The Power Station (1985)
- A View To A Kill (sencillo), Duran Duran (1985)
- Heat, Nona Hendryx (1985)
- Riptide, Robert Palmer (1985)
- Cocker, Joe Cocker (1986)
- Color In Your Life, Missing Persons (1986)
- Hearts In Motion, Air Supply (1986)
- Alphabet City, ABC (1987)
- If, Hollywood Beyond (1987)
- Contact, Platinum Blond (1987)
- Jody Watley, Jody Watley (1987)
- |Out of Order, Rod Stewart (1988)
- Under The One Sky, Distance (1989)
- YUI Orta, The Hunter Ronson Band (1990)
- Break The Silence, The Triplets (1990)
- Vagabond Heart, Rod Stewart (1991)
- Living in Fear, The Power Station (1996)